# Jean-Luc Aubert
Pour les articles homonymes, voir Aubert.
Jean-Luc Aubert, né le 22 mars 1939 à Paris et mort le 16 janvier 2008 dans la même ville, est un juriste français, sociologue juridique, agrégé des Facultés de droit, et ancien professeur de l'université Paris II - Panthéon-Assas.
Il a été nommé à la Cour de cassation française et fait conseiller scientifique et directeur de collection aux éditions Dalloz et Armand Colin.

## Biographie

### Carrière
Il s'est investi dans le droit des obligations, et particulièrement dans le droit des contrats. Sa thèse, Notion et rôle de l'offre et de l'acceptation dans la formation du contrat (1970), a contribué à la systématisation de l'offre et de l'acceptation.
Jean-Luc Aubert a été nommé à Paris 1 en 1985, où il a notamment créé et dirigé le DESS de droit immobilier (1985-1992) et le DEA de droit du patrimoine privé (1992-1994).
Il a été membre du conseil d'administration de l'Institut des assurances de Paris.
Il est resté à Paris 1 jusqu'en 1994, où il a été nommé conseiller à la Cour de cassation (affecté à la première chambre civile).

### Fin de vie
Il a pris sa retraite en 2002.
Mort le 16 janvier 2008, il est inhumé au cimetière du Montparnasse, en plein cœur de la 10e division, quelques mètres à droite de Philippe Muray.

### Lutte anti-Pacs et propos homophobes
Le 17 décembre 1997, il justifie une décision de la Cour de cassation, qui refuse le transfert d'un bail locatif au compagnon d'un homme mort du sida, en écrivant dans le Recueil Dalloz du 5 mars 1998 : « Impropre à assurer le renouvellement des membres qui composent la société, l'homosexualité est, par nature, un comportement mortel pour la société. Il n'y a donc pas de raison pour que la société accorde au couple homosexuel, au-delà de la liberté de vivre sa vie, des droits spécifiques. Le développement de la délinquance ne justifie pas la disparition du droit pénal. » Ce texte est jugé homophobe par le journal Libérationainsi que des auteurs comme l'avocat Daniel Borrillo.

## Décoration
Il est nommé chevalier de la Légion d'honneur en 1997.